# قطعنامه ۱۲۳۰ شورای امنیت
قطعنامه ۱۲۳۰ شورای امنیت سازمان ملل متحد که در تاریخ ۲۶ فوریه ۱۹۹۹ تصویب شد، سندی بین‌المللی دربارهٔ بررسی وضعیت جمهوری آفریقای مرکزی است. این قطعنامه طی نشست ۳۹۸۴ام با ۱۵ رای موافق، ۰ مخالف و ۰ ممتنع تصویب شد.